# Carlo Vulpio
Carlo Vulpio (Altamura, 28 luglio 1960) è un giornalista e scrittore italiano.

## Biografia
Carlo Vulpio si è laureato in Giurisprudenza all'Università di Bari, con una tesi in diritto processuale penale. Nel 1986 fonda e dirige il giornale locale Piazza e collabora con varie testate, tra le quali l'Espresso, Avvenimenti, l'Unità ed il Corriere della Sera. Nel 1990, il Corriere della Sera, allora diretto da Ugo Stille, decide di chiamarlo prima nella redazione di Milano e poi in quella di Roma. Nel 1993, dopo la caduta del regime di Enver Hoxha, è stato tra i primi a sbarcare in Albania, e nel 1995 ha seguito le guerre jugoslave. Ha insegnato per quattro anni alla Facoltà di Lettere dell'Alma mater studiorum Università di Bologna.
Dall'inizio del 2007 ha seguito le inchieste "Poseidon", "Why Not" e "Toghe Lucane" per il Corriere della Sera. In seguito a queste inchieste è stata diffusa la notizia, infondata, ma rilanciata da diversi siti web, di un suo licenziamento dal Corriere della Sera. Questa notizia è falsa. Vulpio non è mai stato licenziato dal Corriere.
Il 18 marzo 2009 presenta la propria candidatura da indipendente alle elezioni europee del 2009 nelle liste dell'Italia dei Valori, ma non viene eletto nonostante le circa 40.000 preferenze ricevute. Attualmente è inviato e si occupa di cultura, grandi fatti di cronaca e inchieste, in Italia e all'estero.
Il 9 maggio 2019, pubblica con la casa editrice Chiarelettere, Il genio infelice, il romanzo della vita di Antonio Ligabue. Sempre con Chiarelettere, l'8 giugno 2020, pubblica Il sogno di Achille, il romanzo di Gigi Riva.
Con Vittorio Sgarbi, Vulpio è stato coautore del programma televisivo Ci tocca anche Vittorio Sgarbi, andato in onda il 18 maggio 2011 su Rai 1. La trasmissione, molto dibattuta ancor prima della sua messa in onda, fu chiusa dopo la prima puntata (primo caso nella storia della Rai per un programma culturale) con la motivazione ufficiale di un basso indice di ascolti.

## Opere
- Roba Nostra, Il Saggiatore, 2008 - Premio "Rosario Livatino" 2009
- La città delle nuvole. Viaggio nel territorio più inquinato d'Europa, Edizioni Ambiente, 2009 - Premio "Magna Grecia Awards" 2012
- Un nemico alla Rai (con Mauro Masi), Marsilio, 2012 - Premio "Città di Alghero" 2012
- L'Italia nascosta, Skira, 2016
- Mediterraneo Verticale, Fondazione Terzo Pilastro, 2018
- Il genio infelice, Chiarelettere, 2019
- Il sogno di Achille, Chiarelettere, 2020